# Cacajao melanocephalus
El uacarí de cabeza negra, colimocho, chucuto, mico rabón o uakari dorado (Cacajao melanocephalus), es una especie de primate platirrino arborícola sudamericano. Habita en la Amazonia, en bosques de galería e inundables en territorio de Colombia, Venezuela y Brasil. Este animal, fue descrito por primera vez por Humboldt en 1812, quien lo nombró Simia melanocephalus.
Su mayor característica es su cola corta y gruesa, el pelaje negro en patas delanteras y cabeza, rojo en su parte posterior, y amarillo arena en su espalda. Es una de las especies más grandes de la familia Pitheciidae. Su peso es de alrededor de 2,7 kg, y llega a medir 54 cm de la cabeza a la cola. Su dieta se basa principalmente en semillas y frutos, no obstante puede llegar a consumir algunos vertebrados pequeños e invertebrados. Cuenta con una dentadura para la dieta basada en semillas, con caninos e incisivos grandes y prominentes.
Es un primate diurno y arbóreo que se congrega en grupos de entre 20 a 200 individuos. Las hembras paren una cría por vez, la cual está sujeta a la vigilancia y cuidado por parte de los adultos. Se desplazan principalmente en posición cuadrúpeda y son bastante activos sobre el dosel arbóreo saltando grandes distancias entre las brechas del bosque.
En la Lista Roja de la UICN se considera como especie bajo preocupación menor, y se encuentra listado en el apéndice I de la CITES. Sin embargo, son vulnerables a la caza por parte de los nativos de las selvas que habita. Se encuentra protegido en sitios como la Reserva nacional natural Nukak y la Reserva Puinawai en Colombia, y el Parque nacional Jaú en Brasil.

## Taxonomía
La especie fue descrita por Humboldt en 1812 quien la denominó Simia melanocephalus. En 1984, Hershkovitz reconoció dos subespecies, C. m. melanocephalus y  C. m. ouakary. Wilsea Figueiredo, en 2006, basándose en análisis moleculares, encontró una diferenciación significativa en la secuencia de ADN mitocondrial entre los dos taxones, separándolos en especies diferentes.
La diferenciación de especies fue confirmada en 2008, tras un minucioso análisis morfológico y molecular, un equipo internacional encabezado por Jean-Phillipe Boubli describió como especie diferente Cacajao hosomi, a los especímenes hasta entonces considerados como C. m. melanocephalus, de la región del Parque nacional del Pico da Neblina, al nororiente del río Negro. El mismo estudio encontró una especie nueva, Cacajao ayresi, en la cuenca del río Araçá. El nombre de la especie C. melanocephalus se aplica entonces solamente a la anteriormente considerada subespecie C. m. ouakary.

## Distribución geográfica y hábitat
La especie prefiere los bosques de galería y zonas pantanosas e inundables en la Amazonia en bosques estacionalmente inundables llamados igapós. Es principalmente arbóreo, pero en ocasiones desciende al suelo para alimentarse. En Colombia se encuentra entre los ríos Guayabero y Guaviare y el bajo Apaporis, el extremo occidental de su rango llega hasta la Serranía de la Macarena. También se encuentra en Brasil, al occidente del río Negro y al norte del río Japurá, también se halla al occidente del caño Casiquiare y en una pequeña región al sudeste de Venezuela.

## Anatomía y fisiología
Es uno de los primates más grandes de la familia Pitheciidae; su peso oscila entre 2,4 y 4,1 kg, con presencia de dimorfismo sexual. La longitud promedio de la cabeza y el cuerpo varía entre 30 y 50 cm, con un promedio de 38,9 para las hembras, y de 41,4 para los machos; la longitud de la cola también difiere entre los sexos, con alrededor de 15,3 cm para las hembras y de 17,3 cm para los machos. Un rasgo distintivo es su cola corta, ancha, peluda, no prensil y truncada, con una longitud inferior a la mitad de la longitud corporal; el color de la cola es castaño rojiza La piel de la cara carece de pelo y es de color negro; el pelaje en general es brillante de color rojizo-marrón, pero es negro en la cabeza, cuello, manos y pies; la espalda presenta una coloración amarilla dorada. Los brazos y cara inferior de los miembros posteriores presentan una coloración café oscura y negruzca; a nivel de las rodillas, costado y viente existen mechones castaño-rojizos que llegan a medir hasta 10 cm. Los flancos, la cola y las extremidades superiores son de color rojo uniforme canela profundo.
El color de sus ojos va de tonos amarillos a cafés oscuros. Este animal arbóreo posee miembros posteriores fuertes que le permiten saltar y aferrarse entre los troncos de los árboles y ramas; es posible que la forma de la cola desempeñe un papel como estabilizador durante estos saltos. Cuenta con dentadura adaptada para triturar y extraer la pulpa de semillas duras, la cual consta de incisivos y caninos procumbentes (proyectados hacia adelante) que utilizan para este fin, a diferencia de los otros primates, que en su mayoría utilizan los molares, adicionalmente cuentan con músculos mandibulares fuertes que contribuyen en esta tarea. 
En una comparación, los caninos de Cacajao melanocephalus pueden llegar a ser dos o tres veces más anchos que las de Cebus, a su vez las impresiones que genera al morder la fruta son más grandes que las de cualquier miembro de los géneros Ateles  y Lagothrix. En cautiverio, algunos uacarís han sobrevivido más de treinta años.

## Comportamiento
La especie no cuenta con suficientes estudios comportamentales, dada la dificultad del acceso a los bosques de igapó, donde preferiblemente se encuentra; tampoco existe gran cantidad de especímenes en cautiverio, que permitan identificar rasgos comportamentales. Se considera de hábitos diurnos y las horas de mayor actividad son entre las 6 de la mañana y las 7 de la noche, en ocasiones son visibles mientras duermen en los bosques de igapó, a diferencia de lo que ocurre en tierra firme, donde prefieren estratos arbóreos más altos y menos visibles. Se piensa que a raíz de la dificultad para acceder al bosque inundado, ha conducido a la preferencia de la especie por este tipo de hábitat, razón por la cual se permite ser visible. También se cree que es un animal sociable, con capacidad de congregarse en grupos numerosos, sin grandes diferencias en jerarquía y se acicalan mutuamente.
De acuerdo a los estudios realizados, se desplazan la mayor parte del tiempo en posición cuadrúpeda, son muy activos y se les observa corriendo, saltando o caminando en las copas de los árboles. Defler considera que sus saltos se asemejan a los de los gatos y pueden alcanzar hasta 10 o 15 metros de largo; mientras buscan alimento pueden permanecer largo tiempo suspendidos de los miembros posteriores y luego reposan sentados u acostados en una rama descolgando una de sus extremidades posteriores. En raras ocasiones, se observa en posición bípeda.

## Dieta
La dieta de Cacajao melanocephalus consta principalmente de semillas y de una variedad de alimentos que van desde hojas, frutos, algunos invertebrados, y vertebrados pequeños. Las semillas que consume en su mayoría son de cáscara gruesa e inmaduras, principalmente de Mabea nítida (Euphorbiaceae), Acaciifolium macrolobium (Fabaceae), Pouteria sp, (Sapotaceae) y Eschweilera (Lecythidaceae). A diferencia de las especies de Saimirí y  Cebus, que usan sus molares para penetrar las cortezas, los uacarís utilizan sus colmillos, para luego raspar el endospermo de cada cotiledón, motivo por la cual su dentadura cuenta con grandes caninos y los incisivos se proyectan en dirección anterior. Algunos estudios realizados muestran que la especie invierte casi todo su tiempo en la búsqueda de frutos y sus semillas, y muy poco tiempo en la obtención de insectos, flores y otros vegetales; de los frutos encontrados a más del 60% les extraen las semillas con poco consumo de la pulpa. Sien embargo, esto difiere de otros estudios que establecen que la mayor parte de su tiempo lo invierten en la búsqueda activa de invertebrados como larvas de la fruta, principalmente en frutos de Mauritia flexuosa (Arecaeae) y Heterophylla licania (Chrysobalenaceae).
De las hojas consumidas se tiene registro de Buchenavia oxicarpa (Combretaceae), Tenuifolia eschweilera (Lecythidaceae) y Mabea tacuarí (Euphorbiaceae), de las cuales se halló un consumo diferenciado, comenzando por el ápice o el principio de la hoja, o mordisqueándola en espiral. Del consumo de insectos no existe una preferencia especial y se alimenta de los que se cruzan en su camino. El agua que requiere la obtiene en parte de la dieta consumida, sin embargo por tratarse preferentemente de frutos secos y semillas pobres en agua, debe obtenerla de otras fuentes como las gotas de rocío en las hojas y agua atrapada en epífitas como las bromelias, y en las oquedades de los árboles. También se ha observado tomando agua directamente de las fuentes, sumergiendo su mano y bebiendo los restos impregnados en esta y el pelaje. En conclusión, se considera a la especie es un maximizador de energía, dado que dedica la mayor parte de su tiempo en busca de alimentos de alto contenido energético.

## Organización social
Vive en grupos de hasta 200 individuos, el cual experimenta el fenómeno de  fisión-fusión, el cual implica que los grupos de disgrega durante el día para buscar alimento y se reintegra para pasar la noche. Estos grupos, integrados por machos, hembras y jóvenes, parecen ser muy tolerantes, sin aparente presencia de territorios.
Las hembras por lo general paren una sola cría, con el pico de nacimientos entre enero y abril, con registro de nacimientos durante todo el año. Existe cuidado parental hacia las crías, con cuidado permanente por parte de uno o dos adulto mientras juegan. La madurez sexual la alcanzan hacia los 4 años y siguen a su madre hasta el año y medio de edad.
Durante la fisión-fusión, los diferentes subgrupos viajan en la misma dirección e interactúan entre sí y el número de integrantes de los grupos es variable, por lo que no parece existir un mecanismo para rechazar o aceptar a un individuo que consideren o no su manada.

## Fauna asociada y depredadores
La especie se ha observado buscando alimento junto a otras especies de primates como monos araña (Ateles sp.), monos lanudos (Lagothrix sp.), sakís (Chiropotes sp.. Y Pithecia sp.), capuchinos (Cebus sp.),  los monos ardilla (Saimiri sp.), aulladores rojos (Alouata seniculus), monos lechuza (Aotus trivirgatus), monos titi (Callicebus torquatus), sakís cara de oro (Pithecia pithecia ssp. chrysocephala) y tamarinos cara moteado (Saguinus inustus). Estas asociaciones podrían proporcionarle ventajas como protección de depredadores y de alimentación. 
se tienen registros, en los que Cacajao ouakary viaja con Crotophaga, sin embargo fue con pocos individuos.
También se lo ha observado viajando con aves del género Crotophaga. Por su tipo de dieta, por lo general no existe una competencia activa con otras especies, excepto por algunas especies de guacamayos (Ara sp), ardillas y algunos primates. Sin embargo, esta competencia no parece ser significativa.
Entre los posibles depredadores, el único observado es el águila arpía (Harpia harpyja).< Sin embargo, también podría ser presa de ocelotes (Felis pardalis), tairas (Eira barbara) y serpientes (Boa constrictor). Este uacarí también se encuentra alerta a las alarmas de amenaza aérea, emitidas por aves que no son predadoras como los tucanes, y presenta comportamiento de huida ante la presencia de nutrias gigantes (Pteronura brasiliensis), lo que puede indicar que este es un depredador potencial, debido a que esta especie es un superdepredador en su ambiente y puede entrar en contacto con los uacarís al momento de beber agua en las orillas o caer accidentalmente en las corrientes fluviales.

## Conservación
En la Lista Roja de la UICN se considera como especie bajo preocupación menor. Se encuentra listado en el apéndice I de la CITES. Sin embargo, a causa de su preferencia por los bosques de galería y de igapó, se hacen vulnerables a los ataques desde las canoas los nativos que los utilizan como alimento; esto puede conducir a extinciones locales.
La especie cuenta con reservas que le brindan protección: en Colombia la Reserva nacional natural Nukak (855 000 ha) y la Reserva Puinawai (1 286 000 ha), que los protege de la caza furtiva, pero no de las tribus nativas. En Brasil el Parque nacional Jaú, una reserva con 23 779 km² donde se prohíbe la caza, a pesar de lo cual ocurre con frecuencia.